# Bibliothek der Hochschule für Musik Freiburg
Die Bibliothek der Hochschule für Musik Freiburg ist eine Spezialbibliothek für Musik, Musikwissenschaft und verwandte Fachgebiete. Sie unterstützt Forschung, Lehre und Studium an der Hochschule und bietet einen umfangreichen Bestand an Fachliteratur, Noten und Tonträgern. Die Benutzung der Bibliothek steht allen Interessierten offen, die Ausleihe ist jedoch bestimmten Nutzergruppen vorbehalten.

## Statistische Angaben
| DBS-Kennzahl | Beschreibung                                                                    | 2020   | 2021   | 2022   | 2023   |
| ------------ | ------------------------------------------------------------------------------- | ------ | ------ | ------ | ------ |
| 4            | Entleihende Benutzer                                                            | 913    | 886    | 924    | 964    |
| 6            | Öffnungstage im Jahr                                                            | 182    | 240    | 211    | 244    |
| 18           | Bestand physische Bücher (einschl. Dissertationen), Zeitschriften und Zeitungen | 19.392 | 19.595 | 19.816 | 19.912 |
| 113.1        | Bestand E-Books                                                                 | -      | 82     | 110    | 162    |
| 149          | Erwerbungsausgaben gesamt in Euro                                               | 63.668 | 64.885 | 60.897 | 63.996 |
| 167          | Entleihungen physische Einheiten gesamt                                         | 40.182 | 44.328 | 43.871 | 42.220 |
| 185          | Zahl der erhaltenen Bestellungen (aktive Fernleihe)                             | 83     | 83     | 100    | 96     |
| 186          | Zahl der abgesandten Bestellungen (passive Fernleihe)                           | 17     | 20     | 14     | 14     |

Quelle: Deutsche Bibliotheksstatistik (DBS), variable Abfrage 2020–2023

## Nachlässe und Sonderbestände

### Eckehard Kiem (Nachlass)
Der Nachlass von Eckehard Kiem, einem langjährigen Professor für Musiktheorie an der Hochschule für Musik Freiburg, umfasst eine Vielzahl von Materialien, die seine umfangreiche Tätigkeit als Wissenschaftler, Komponist und Musiker dokumentieren. Dazu gehören seine wissenschaftlichen Publikationen, Kompositionen, Diskografien sowie Unterlagen zu Seminaren und Vorträgen. Besonders hervorzuheben sind seine Arbeiten zur Musiktheorie und -ästhetik, seine Kompositionen, die von Kammermusik bis zu Orchesterwerken reichen, sowie seine Aufnahmen mit dem von ihm gegründeten „Dufay-Ensemble“, das sich auf die Musik des Spätmittelalters und der Renaissance spezialisiert hat.

### Konrad Lechner (Teilnachlass)
Der Nachlass des ehemaligen Professors Konrad Lechner umfasst umfangreiches Material, das sein Schaffen als Komponist, Musiker und Pädagoge dokumentiert. Er enthält handschriftliche Skizzen, Noten anderer Komponisten mit Lechners Anmerkungen und Analysen sowie eigene Komposition (Musik)en, die von der Kirchenmusik bis zur Kammermusik reichen. Besonders bemerkenswert ist eine Sammlung von Büchern aus seiner Bibliothek mit persönlichen Notizen sowie thematisch geordnete Zeitungsartikel.

### Wolfgang Motz (Vorlass)
Wolfgang Motz, ehemaliger Professor an der Hochschule für Musik Freiburg, war ein bedeutender Komponist von internationalem Rang. Sein Vorlass umfasst umfangreiches Material zu seinen Kompositionen, darunter Werke für Orchester, Kammermusik, elektronische Musik und Klanginstallationen. Darüber hinaus enthält er Dokumente zu seinen Aktivitäten in der zeitgenössischen Musikszene sowie zu seinen Forschungsergebnissen. Als Mitgestalter des Masterstudiengangs „Gehörbildung“ hat er die Hochschule nachhaltig geprägt.

### Komponistinnenbibliothek
Die Komponistinnenbibliothek ist eine spezialisierte Sammlung, die Werke von Komponistinnen aus verschiedenen Epochen und Stilrichtungen umfasst. Sie enthält Noten von Solowerken, Kammermusik und Vokalmusik sowie Sammelbände, die eine Vielzahl von Komponistinnen repräsentieren. Initiiert wurde die Sammlung 2016 im Rahmen des „Professorinnen-Programms“, um die Präsenz von Komponistinnen in der Musikwelt zu stärken und ihren Werken mehr Sichtbarkeit zu verleihen.